# Chicken-n-Beer
Chicken-n-Beer é o terceiro álbum de estúdio do rapper estadunidense Ludacris. Chegou a estar na primeira posição nos Estados Unidos, tendo 429.000 cópias vendidas na sua primeira semana de lançamento. A Def Jam Recordings lançou o álbum antes com os donwloads disponíveis em P2P. O álbum tem como principais singles "Stand Up (produzido por Kanye West) e  "P-Poppin", além de "Splash Waterfalls" e "Diamond in the Back". O álbum vendeu até hoje mais de 2.7 milhões de cópias.
| Críticas profissionais                                                      | Críticas profissionais |
| Avaliações da crítica                                                       | Avaliações da crítica  |
| Fonte                                                                       | Avaliação              |
| --------------------------------------------------------------------------- | ---------------------- |
| Allmusic                                                                    | [ 1 ]                  |
| Blender                                                                     | [ 2 ]                  |
| Robert Christgau                                                            | (B+)                   |
| Rolling Stone                                                               | [ 4 ]                  |
| Esta tabela precisa de ser acompanhada por texto em prosa. Consulte o guia. |                        |

## Lista de músicas
| #   | Música                        | Produtor(es)                      | Participação especial(is) | Tempo | Samples                                                                                 |
| --- | ----------------------------- | --------------------------------- | ------------------------- | ----- | --------------------------------------------------------------------------------------- |
| 1   | "Southern Fried Intro"        | DJ Nasty & LVM                    |                           | 3:55  | - "Walk On By" de Isaac Hayes - "Me And My Baby Got Our Own Thing Going" de Lyn Collins |
| 2   | "Blow It Out"                 | Ron Browz                         |                           | 4:05  |                                                                                         |
| 3   | "Stand Up"                    | Kanye West Ludacris (Co-produtor) | Shawnna                   | 3:33  |                                                                                         |
| 4   | "Rob Quarters (Skit)"         | Terrence "T-Storm" Battle         |                           | 1:04  |                                                                                         |
| 5   | "Splash Waterfalls"           | Icedrake                          |                           | 4:50  | - "Wind Parade" de Donald Byrd                                                          |
| 6   | "Hard Times"                  | DJ Nasty & LVM                    | 8Ball & MJG e Carl Thomas | 5:15  | - "My Little Girl" de Bobbi Humphrey                                                    |
| 7   | "Diamond in the Back"         | DJ Paul & Juicy J                 |                           | 4:12  | - "Be Thankful For What You Got" de William Devaughn                                    |
| 8   | "Screwed Up"                  | Ruh Anubis Yazid                  | Lil Flip                  | 4:52  |                                                                                         |
| 9   | "T Baggin' (Skit)"            | Terrence "T-Storm" Battle         |                           | 0:53  |                                                                                         |
| 10  | "P-Poppin'"                   | Zukhan Bey                        | Shawnna e Lil Fate        | 4:50  | - "Danger (Been So Long)" de Mystikal                                                   |
| 11  | "Hip Hop Quotables"           | Erick Sermon                      |                           | 3:09  |                                                                                         |
| 12  | "Black Man's Struggle (Skit)" | Terrence "T-Storm" Battle         |                           | 0:35  |                                                                                         |
| 13  | "Hoes in My Room"             | Ruh Anubis Yazid                  | Snoop Dogg                | 4:40  |                                                                                         |
| 14  | "Teamwork"                    | Black Key                         |                           | 3:46  |                                                                                         |
| 15  | "Interactive (Skit)"          | Terrence "T-Storm" Battle         |                           | 1:03  |                                                                                         |
| 16  | "We Got"                      | DJ Paul & Juicy J                 | Chingy, I-20 e Tity Boi   | 4:21  |                                                                                         |
| 17  | "Eyebrows Down"               | Jook                              | Playaz Circle             | 5:20  |                                                                                         |
| 18* | "Blow It Out (Remix)"         | Ron Browz                         | 50 Cent                   | 4:03  |                                                                                         |

"*": Disponível apenas na versão internacional.

## Versão Europeia
1. 18: "Southern Hospitality" [Remix] (featuring Ms. Dynamite & Maxwell D)
2. 19: "Act a Fool"

## Paradas musicais
| Chart                                 | Melhor posição |
| ------------------------------------- | -------------- |
| U.S. Billboard 200                    | 1              |
| U.S. Billboard Top R&B/Hip-Hop Albums | 1              |
| U.S. Billboard Top Rap Albums         | 1              |
| Canadian Albums Chart                 | 5              |